# Metabolisme de l'etanol
El metabolisme de l'etanol és un procés complicat que té com a objectiu: transformar aquest compost en components que l'organisme pugui utilitzar per aconseguir energia en forma d'ATP.

## Fisiologia metabòlica humana

### Introducció al metabolisme
En moltes vies, el metabolisme de l'alcohol està íntimament lligat amb les vies dels glúcids. L'alcohol entra al final de la via normal de la glicòlisis, en el pas final de la formació d'acetil CoA. Això és típic en els sistemes metabòlics –si la glicòlisis només processés glucosa, l'organisme tindria una quantitat inadequada d'energia-. Per tant, el cos ha desenvolupat altres vies per convertir molts altres productes químics, com l'etanol, en energia en forma d'ATP.
Concretament, parlant de l'etanol, existeixen dos tipus de vies: unes són les vies oxidatives i les altres les no oxidatives.

#### Vies oxidatives de l'etanol
Existeixen tres vies metabòliques: una en la que intervé l'alcohol deshidrogenasa, una altra anomenada MEOS i una tercera que es diu sistema catalasa-peroxidasa. Cal destacar que les tres vies donaran el mateix producte: l'acetaldehid (CH3CHO).

##### Intervenció de l'alcohol deshidrogenasa
Aquesta via comprèn dues etapes.
La primera té lloc en el citoplasma i està catalitzada per l'alcohol deshidrogenasa (ADH) mitjançant la reacció següent:
CH3CH2OH+NAD++alcohol deshidrogenasa → CH3CHO(acetaldehid)+NADH+H+
La segona etapa té lloc als mitocondris i hi intervé l'aldehid deshidrogenasa:
CH3CHO+NAD++H2O+aldehid deshidrogenasa → CH3COO-(acetat)+NADH+H+
Aquest acetat, que és la forma en què es troba l'àcid acètic en condicions fisiològiques, és a dir, a pH 7.2, serà transformat per la tioquinasa mitjançant CoA i ATP a acetil-CoA i llavors es degradarà en el cicle de Krebs a CO2 i a H2O.
Aquest procés té lloc al fetge i metabolitza el 90% de l'etanol en condicions normals.

##### MEOS (microsomal etanol-oxidizing system)
Aquesta via té lloc en el reticle endoplasmàtic llis. Depèn del citocrom P450, que genera acetaldehid mitjançant la transferència d'hidrògens al NADP. Aquest citocrom a part de regular el metabolisme de l'etanol, també oxida més de 80 xenobiòtics importants des d'un punt de vista toxicològic. Com a resultat d'aquesta via s'obtindrà acetaldehid, al mateix temps que el NADPH s'oxida a NADP +:
CH3CH2OH+NADPH++H+O2+2H2O → CH3CHO+NADP++2H2O
Cal destacar que MEOS constitueix la via metabòlica principal quan la concentració sanguínia en alcohol és alta, perquè la via anterior, la de l'alcohol deshidrogenasa, ha quedat saturada. També cal afegir que s'ha observat que el consum crònic d'etanol dona lloc a la proliferació del reticle endoplasmàtic i, consegüentment, augmenta l'activitat d'enzims microsomals que metabolitzen els fàrmacs.

##### Sistema Catalasa-Peroxidasa
Té lloc en els peroxisomes i la seva contribució al metabolisme de l'etanol és insignificant, un 2% de l'oxidació total. La catalasa utilitza peròxid d'hidrogen per oxidar l'etanol i així formar aigua: 
CH3CH2OH+H2O2+catalasa → CH3CHO+2H2O
En resum, generalment la via oxidativa de l'etanol té lloc en tres fases bàsiques sigui quina sigui el seu tipus, ja que totes donaran acetaldehid. Primer, l'etanol s'oxida al citosol a acetaldehid, per mitjà de qualsevol de les tres vies metabòliques vistes anteriorment. Després, l'acetaldehid s'oxida a acetat (la forma en què es troba l'àcid acètic en condicions fisiològiques), reduint NAD en el mitocondri. I finalment, l'acetat produït en el fetge s'alliberarà a la sang i serà oxidat pels teixits perifèrics a diòxid de carboni, aigua i àcids grassos.
En aquest esquema es pot veure com les tres vies donen acetaldehid, que s'oxidarà a acetat al mitocondri per poder participar en el cicle de Krebs.
Font: https://www.u-cursos.cl/medicina/2008/2/FOFISIOP2/1/material_docente/objeto/199125

#### Via no oxidativa de l'etanol
Aquesta via anabòlica forma etilèsters d'àcids grassos. S'ha demostrat que la producció d'aquestes molècules està relacionada amb la concentració d'etanol en sang i, consegüentment, s'ha pogut explicar les lesions dels teixits que no tenen metabolisme oxidatiu de l'etanol.

## Etanol i l'evolució
El sistema digestiu humà produeix una mitja de 3 grams d'etanol per dia, simplement mitjançant la fermentació dels seus continguts. Així, la degradació de l'etanol és essencial per la vida, no només la dels humans, també per la majoria dels organismes vius. En efecte, determinades seqüències d'aminoàcids dels enzims que oxiden l'etanol dels bacteris estan en els humans. Aquesta funció és necessària perquè, en realitat, tots els organismes produeixen alcohol per diferents vies, essent les més importants les de la síntesi d'àcids grassos, el metabolisme dels glicerolípids i la síntesi de la bilis. És important tenir en compte que si el cos no tingués mecanismes per metabolitzar els alcohols, la seva concentració augmentaria i seria tòxica. Aquesta també podria ser una exposició raonada per l'evolució del metabolisme de l'alcohol mitjançant la sulfatransferasa.

## Estructures fisiològiques
És bàsic parlar d'on té lloc el metabolisme de l'etanol en el cos humà, donat que està compost per òrgans i teixits que tenen una funció específica. Es troba que hi ha un nombre reduït d'enzims que es dediquen a l'oxidació, els quals estan localitzats en determinats òrgans. La majoria d'aquests enzims es troben als ronyons i al fetge, fet que queda demostrat perquè aquests dos òrgans són els més afectats quan es tracta d'una malaltia relacionada amb l'alcohol, a causa que els radicals lliures de l'acetaldehid lesionen els seus teixits.

## Aspectes termodinàmics

### Conceptes equivocats
Existeix una falsa idea: “beure alcohol engreixa”. De fet, mai s'ha comprovat, només s'ha especulat, és un tema de debat entre experts. Hi ha moltes teories complexes que intenten explicar que beure alcohol no engreixa (com ara una que compara l'alta concentració d'alcohol en el vodka amb una com la de la cervesa), però cap d'elles és concloent. Se sap que una part de l'etanol metabolitzat no es transforma en CO2 i H2O i en canvi, es coneix que la major part de l'etanol metabolitzat acaba transformant-se en àcid acètic, com s'ha vist en les vies oxidatives anomenades anteriorment, que s'excretarà per l'orina. La falsa idea que s'exposa al principi de moment només és certa pels alcohòlics, ja que la seva dieta augmenta en calories a mesura que consumeixen més alcohol, per tant, s'engreixen.

### Termodinàmica

#### Càlculs d'energia lliure
La reacció de l'etanol per formar diòxid de carboni i aigua és una reacció complexa que té lloc en quatre passos, pels quals s'ha calculat l'energia utilitzada o despresa.
Reacció global: C2H6O(Etanol)→C2H4O(Acetaldehid)→C2H4O2 (Àcid acètic) →Acetil-CoA→3H2O+2CO2.
ΔGf = Σ ΔGfp - ΔGfo
Primer pas: Etanol: -174.8 kJ/mol
Acetaldehid: -127.6 kJ/mol
ΔGf1 = -127.6 + 174.8 = 47.2 kJ/mol (Endergònica)
ΣΔGf = 47.2 kJ/mol (Endergònica)
Segon pas: Acetaldehid: -127.6 kJ/mol
Àcid acètic: -389.9 kJ/mol
ΔGf2 = -389.9 + 127.6 = -262.3 kJ/mol (Exergònica)
ΣΔGf = -215.1 kJ/mol (Exergònica)
Tercer pas: s'obvia el pas tres, la formació d'Acetil-CoA, perquè no es coneixen els valors termodinàmics. Però, no afectarà als altres resultats, perquè l'energia de Gibbs és una funció d'estat, és a dir, que el canvi de la variable d'estat depèn solament de l'estat inicial i final del sistema.
Quart pas: Àcid acètic: -389.9 kJ/mol
3H2O+2CO2: -1500.1 kJ/mol
ΔGf4 = -1500 + 389.6 = -1110.5 kJ/mol (Exergònica)
ΣΔGf = -1325.3 kJ/mol (Exergònica)

#### Discussió dels càlculs
Si l'oxidació de l'etanol es dugués a terme de cop seria una reacció molt exotèrmica, perquè es desprendrien 1325 kJ/mol; de manera que la reacció es fa parcialment, en els passos descrits a sobre. Així, l'àcid acètic s'excreta per l'orina i, consegüentment, de l'etanol només se'n desprenen 215.1 kJ/mol.
També cal destacar que el primer pas és endotèrmic i que requereix 47.2 kJ/mol d'etanol que són aproximadament 3 molècules d'ATP per una molècula d'etanol.

## Esquema de la reacció orgànica

### Passos de la reacció
La reacció comença amb l'oxidació de l'etanol a acetaldehid, continua amb la transformació de l'acetaldehid a àcid acètic i finalment, aquest s'oxida a acetil-CoA, que podrà entrar en el cicle de Krebs.

### Reaccions orgàniques
Les reaccions que transformen l'etanol a aldehid i després a àcid carboxílic són exemples de reaccions d'oxidació, que en química orgànica són representades per l'addició d'oxigen en un grup funcional. A diferència de la tercera reacció, que és un exemple de reacció enzimàtica, perquè intervé un enzim que regula la transformació d'àcid acètic a acetil-CoA.

## L'expressió genètica i el metabolisme de l'etanol

### Glicòlisi
En la glicòlisi es converteix la glucosa en piruvat i es genera ATP i NADH. És una via central que produeix metabòlits precursors importants com ara el piruvat o el gliceraldehid-3P. No es pot oblidar l'acetil-CoA, un precursor que es forma per la descarboxilació oxidativa del piruvat. Quan els gens d'aquesta via s'examinen en els genomes completament desxifrats, els passos de la reacció de tres compostos de carboni de la categoria P-glicerona a piruvat formen un mòdul principal [MD:M00002], que es troba en quasi tots els organismes.

#### Etanol a acetaldehid
L'etanol és oxidat a acetaldehid per la via de l'alcohol deshidrogenasa IB (classe 1), beta polipèptid (ADH1B). La codificació del gen per l'enzim és 1.1.1.1 en el cromosoma 4, locus 4q21-q23. L'enzim codificat per aquest gen forma part de la família de les alcohol deshidrogenases. Els membres d'aquesta família metabolitzen diferents substrats, com ara l'etanol, el retinol, altres alcohols alifàtics, hidroxiesteroids i productes de la peroxidació de lípids. Aquesta proteïna, que està composta per homo i heterodímers alfa i beta i subunitats gamma, presenta una alta activitat per l'oxidació de l'etanol i, per tant, té un paper molt important en el seu metabolisme.

#### Acetaldehid a àcid acètic
L'acetaldehid és un compost molt inestable i, consegüentment, forma radicals lliures que són molt tòxics, deixen de ser-ho quan els antioxidants, com la vitamina C (àcid ascòrbic) i la vitamina B1, interaccionen amb ell. Quan una dona està embarassada, els radicals lliures poden lesionar les cèl·lules de cresta embrionària dels nervis i, per tant, poden perjudicar greument el fetus. Els radicals lliures també danyaran sèriament els ronyons i els fetges dels alcohòlics i, també es pensa que durant la ressaca poden afectar l'organisme. L'enzim associat amb la transformació química de l'acetaldehid a l'àcid acètic pertany a la família de l'aldehid deshidrogenasa 2 (ALDH2). El gen que codifica aquest enzim és 1.2.1.3 i es troba en el cromosoma 12, al locus q24.2.
Aquest enzim és l'alcohol deshidrogenasa 1A (classe I), alfa polipèptid. Aquesta proteïna pertany a la família de les aldehid deshidrogenasa. L'aldehid deshidrogenasa és el segon enzim principal que regula l'oxidació del metabolisme de l'etanol. Dos dels principals enzims d'aquesta classe es troben en el fetge. Són isoenzims, un citosòlic i l'altre mitocondrial, que poden ésser distingits per les seves propietats electroforètiques, cinètiques. Per exemple, l'isoenzim mitocondrial té una km més baixa pels acetaldehids que el citosòlic. La gran majoria dels caucàsics tenen els dos isoenzims, mentre que aproximadament el 50% dels orientals només té un, el citosòlic. D'aquí que la freqüència d'intoxicacions alcohòliques en zones orientals sigui més elevada que en les caucàsiques.

#### Àcid acètic a acetil-CoA
L'enzim associat a la transformació d'àcid acètic a acetil-CoA és l'ACSS2, el qual és codificat pel gen 6.2.1.1, localitzat en el cromosoma 20, en el locus q11.22. Aquest gen codifica l'enzim citosòlic que catalitza l'activació d'acetat per utilitzar-lo en la síntesi de lípids i, consegüentment, la generació d'energia. La proteïna actua com un monòmer i produeix acetil-CoA que prové de l'acetat, una reacció que requereix energia en forma d'ATP. L'expressió d'aquest gen està regulada per esterol (un esteroide de 27- 29 àtoms de Carboni) que regula la unió entre les proteïnes, pels factors de transcripció, que activen gens necessaris en la síntesi de colesterol i pels àcids grassos insaturats.

Gen 6.2.1.1 del cromosoma 20.

#### D'acetil-CoA a aigua i diòxid de carboni
Un cop s'obté acetil-CoA, ja pot ésser utilitzat en el cicle de Krebs o cicle de l'àcid cítric, on com a producte s'obtindran aigua, diòxid de carboni i energia en forma d'ATP.